# Implant de mama

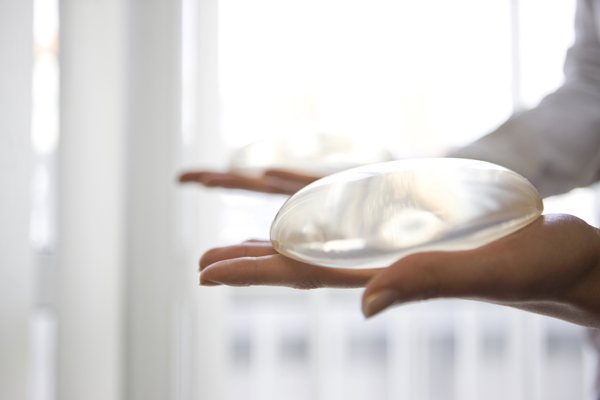
Un implant de mama de silicona.

L'implant de mama  és una pròtesi utilitzada en cirurgia estètica per augmentar la mida de les mamelles (mamoplàstia d'augment) o en cirurgia reconstructiva per realitzar una reconstrucció mamària (per exemple, després d'una mastectomia o per corregir deformitats genètiques) o com a part de la cirurgia de canvi de sexe.

## Tipus d'implants

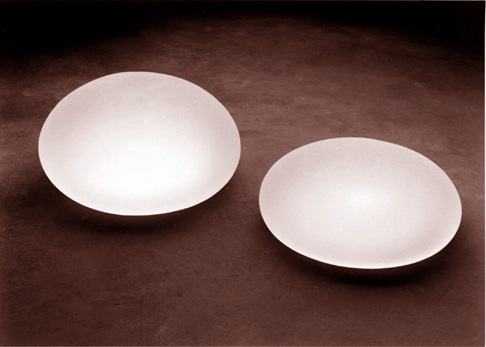
Un parell d'implants de mama de polipropilè.

Hi ha dos tipus d'implants segons el material de farciment:
- De  polipropilè o implant salí
- Implant de silicona

Morfològicament els implants solen ser de dues formes:
- Rodons  Col·locats verticalment tenen la mateixa amplada tant en la part superior com en la inferior.
- Anatòmics  En forma de gota, és a dir més amples a la base. Es van idear perquè proporcionessin un aspecte més natural, ja que en certa manera imiten la forma del pit no operat.

Respecte a la textura, les pròtesis mamàries són  llises  o  texturades  (també anomenades rugoses).

## Història
Els empelts per augmentar la mida o la forma dels pits femenins s'han utilitzat des de 1895. L'empelt conegut més d'hora va ser procurat per Czerny, utilitzant un teixit adipós propi d'una dona (un lipoma, creixement benigne, si darrere).
Gersuny va tractar amb injeccions de parafina a 1889, amb resultats desastrosos. Subsegüentment, a la primera meitat del segle xx, diverses altres substàncies es van tractar, incloent-hi ivori, pilotes de vidre, cautxú de sola, cartílag de bou, llana de Terylene, perxa de Gutt, Dicora, pastilles de polietilè, esponja de polímer d'alcohol-formaldehid de polivinil (Ivalon), Ivalon en una bossa de polietilè, esponja d'escuma de polièter (Etheron), cinta de polietilè (Polystan) formant una pilota, polièster (esponja d'escuma de poliuretà), cautxú de silàstic, i pròtesi de tefló-silicona.
En la història recent, s'han utilitzat diverses cremes i medicaments com a temptativa per augmentar la mida del bust. Berson el 1945 i Maliniac el 1950 van fer una pestanya dermafat. Pangma va introduir l'esponja d'Ivalon el 1950, i es van utilitzar diversos materials sintètics al llarg dels anys cinquanta i la dècada dels seixanta, incloent-hi injeccions de silicona. Una estimació indica que aquestes injeccions van ser rebudes per unes 50.000 dones. El desenvolupament de granulomes de silicona i enduriment dels pits a vegades eren tan severs que les dones van necessitar sotmetre's a una mastectomia com a tractament. Encara avui hi ha dones que busquen tractament mèdic per complicacions fins 30 anys després d'haver rebut aquest tipus d'injecció.
L'augment de volum de la mama no va comptar amb una tècnica fiable fins al 1962 quan Cronin i Gerow van idear els primers implants de mama, que van fabricar Dow Corning. Consistien en unes bosses de làmina de silicona farcides d'oli de silicona de grau mèdic.
Tecnològicament els implants de mama han evolucionat molt però en essència la idea segueix sent la mateixa.
El 1992 hi va haver una alarma sobre les pròtesis de silicona. Es va creure que induïen malalties d'autoimmunitat i encara que posteriorment aquesta teoria es va demostrar infundada va tenir com a resultat que els Estats Units prohibís l'ús durant 14 anys, per la qual cosa es van utilitzar les pròtesis farcides de sèrum salí.
Els implants de mama de gel de silicona es troben autoritzats per les autoritats sanitàries de la Unió Europea.
L'implant de pròtesi de mama és una intervenció relativament senzilla i una de les més comunes en cirurgia estètica. Segons l' Associació Nord-americana de Cirurgians Plàstics , l'augment de pit és el tercer procediment de cirurgia estètica més realitzat als Estats Units, amb 291.000 intervencions d'aquest tipus el 2005.

## Indicacions clíniques

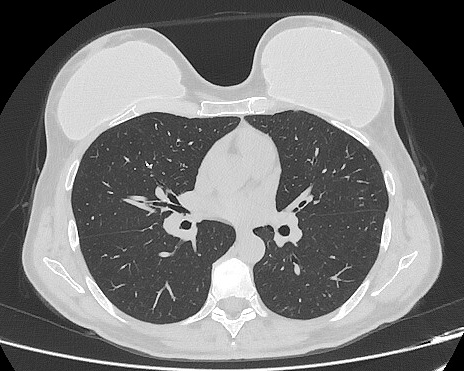
TC d'alta definició de tòrax mostrant una pacient amb implants mamaris.

Les indicacions clíniques per a l'ús d'implants de silicona solen ser per a la reconstrucció després del càncer de pit, cirurgia de reassignació de gènere (comunament anomenada canvi de sexe), i per a altres anormalitats que afecten la forma i la mida del pit.
La majoria dels asseguradors en alguns països només reemborsaran la col·locació d'implants de pit per aquestes indicacions, no quan es fa per raons estètiques, que és el més comú.
Els implants del pit poden estar contraindicats en trastorns dismòrfics del cos, en què dones amb aquest trastorn tenen un sentit retorçat del propi cos. Això pot tenir com a resultat cirurgies plàstiques repetides per corregir imperfeccions percebudes.

## Vies d'implantació
Els implants poden introduir-se per les següents vies:
- Via submamari: a través d'una incisió situada al plec submamari.

- Via areolar: la incisió se situa en el límit del complex arèola-mugró.

- Via axil·lar: la pròtesi s'introdueix per una incisió situada al fons de la cúpula total.

## Esquema de col·locació de l'implant
Els implants poden situar-se a la mama a diversos nivells.
- Subglandulosa: sota la glàndula mamària i sobre l'aponeurosi del múscul pectoral major.

- Subpectoral: entre el múscul pectoral major i el pla costal

- Subfascial: entre l'aponeurosi i el múscul pectoral.

Tant la via d'introducció com la situació de la pròtesi depenen de la valoració de cada cas, preferències i experiència del cirurgià.

## Contractura capsular
Quan es posa una pròtesi de mama, el cos hi reacciona envoltant-la amb una fina làmina que l'aïlla i que s'anomena  càpsula periprotèsica .
En alguns casos (2 o 3%) aquesta reacció és violenta i la càpsula es fa molt gruixuda, comprimint la pròtesi, donant a la mama un aspecte arrodonit i tacte molt dur. És el que s'anomena  contractura capsular i que si no millora amb medicació pot obligar a una reintervenció.

## Recanvi de la pròtesi
Hi ha la creença que les pròtesis s'han de recanviar cada determinats anys. Això no és del tot cert i el més habitual -sobretot amb les pròtesis actuals- és que les pròtesis, si no ocasionen molèsties, romanguin indefinidament a lloc.